# Коте Чорбаджигошев
Хаджи Константин (Коте) Чорбаджигошев е български възрожденец, търговец, революционер и общественик от Македония.

## Биография
Роден е през 1821 година в село Бистрица, Горноджумайско. На четири годишна възраст се изселва в Горна Джумая, търсейки спасение от върлуваща чумна епидемия. Баща му Хаджи Георги се е занимава с търговия на животни и често пътува до Венеция. Като единствено дете, той също пътува с баща си, като едва на шест години стига до Йерусалим и става хаджия. Успешно развива търговската дейност на баща си. Участва активно в обществения живот на града, като основател и един от ръководителите на Горноджумайската българска община. Бори се за развитие на българското просветно и църковно дело в Горноджумайско. В 1876 година влиза в революционния комитет, подготвящ въстание в Горноджумайско. След окупацията на Горна Джумая от руски войски в 1878 година, през периода на Временното руско управление от март 1878 до юни 1979 година е съветник в градската управа. За разлика от голяма част от интелигенцията в града, която се изселва в свободна България, след като той е предаден обратно на Османската империя по Берлинския договор, Коте Чорбаджигошев остава в града. Продължава да се занимава с революционна дейност и подкрепя Върховния македоно-одрински комитет. По време на Горноджумайското въстание в 1902 година е арестуван и затворен в Сяр, където е изтезаван. Умира на връщане към Горна Джумая близо до Левуново, след освобождението си в 1903 година.
На 21 април 2019 година в Благоевград е открит паметник на Чорбаджигошев, който се намира в двора на църквата „Въведение Богородично“. Освещаването му е ръководено от Неврокопския митрополит Серафим. Автори на монумента са архитект Станислав Константинов - родственик на Чорбаджигошев, и скулптурът професор Георги Чапкънов.